# Onega (fossile)
Pour les articles homonymes, voir Onega.
Onega stepanovi
Genre
Espèce
Onega est un genre fossile de Dipleurozoa datant de l'Édiacarien, il y a environ entre ≃635 et 538,8 ± 0,6 Ma (millions d'années). Il a été décrit par Fedonkin en 1976.
La seule espèce du genre est Onega stepanovi.

## Étymologie
Le nom de genre est dérivé de la région d'Onega en Russie. Celui de l'espèce est dédié à V. A. Stepanov, découvreur du premier site de fossiles de l'Édiacarien dans la région d'Arkhangelsk de la péninsule d'Onega en 1972.

## Description
Onega stepanovi, d'une longueur d'environ 7 millimètres avait une tête, une queue et une forme globale rappelant certains arthropodes primitifs du Cambrien inférieur comme Skania,. Ce fossile n'est connu qu'en Russie sur les bords de la mer Blanche dans les grès édiacariens creusés par des étiers. Onega stepanovi est associé avec un autre fossile : Rangea (animal marin en forme de fronde).

## Taxonomie
Ivantsov, en 2007, pointe une symétrie imparfaite entre les deux rangées de segments de l'animal et le place ainsi au sein de l'embranchement des proarticulés.